# Palau de Capodimonte
El palau de Capodimonte és un palau amb un parc annex situat a la zona de Capodimonte (Nàpols). Fou iniciat l'any 1738 com a prova de la independència del Regne de les Dues Sicílies i fou encarregat pel rei Carles III d'Espanya. Se situà al magnífic bosc de Capodimonte, des del qual hom pot contemplar magnífiques vistes sobre el golf de Nàpols i la ciutat.
Encarregat a l'arquitecte palermità Giovanni Antonio Medrano i al romà Antonio Canevari. Aviat, però, el projecte hagué de parar-se a conseqüència de la manca de diners (arran de la construcció al mateix temps del Palau de Caserta) i de materials.
Un cop enllestit, Capodimonte albergà la Col·lecció Farnese, propietat de la princesa Isabel Farnese, i s'enriquí amb les donacions posteriors de monarques, les obres mestres vingudes dels monestirs suprimits l'any 1817 i a conseqüència de les descobertes a Pompeia i Herculà. Capodimonte patí dos greus saquejos: un l'any 1813 i l'altre el 1860.
Amb l'annexió del reialme de les Dues Sicílies a la Itàlia dels Savoia, el Palau de Capodimonte passà a ser una residència reial propietat dels ducs d'Aosta. El tercer duc d'Aosta (Amadeu de Savoia-Aosta) tingué una especial relació amb aquest palau napolità.
Actualment conté la col·lecció artística del Museu Nacional de Capodimonte.

## Museu Nacional de Capodimonte
Va ser inaugurat oficialment l'any 1957, tot i que les sales del palau acullen obres d'art des de 1758. Conserva principalment pintures, àmpliament distribuïdes en les dues col·leccions principals, concretament la Farnese, que inclou alguns grans noms de la pintura italiana i internacional (entre els quals Rafael, Ticià, Parmigianino, Bruegel el Vell, El Greco, Ludovico Carracci, Guido Reni), i el de la Galeria Napolitana, que recull obres de les esglésies de la ciutat i els seus voltants, transportades a Capodimonte amb finalitats cautelars (Simone Martini, Colantonio, Caravaggio, Ribera, Luca Giordano, Francesco Solimena). També és important la col·lecció d'art contemporani, l'única d'aquestes característiques a Itàlia, en la qual destaca el "Vesuvi" d'Andy Warhol.